# Sonate K. 209
La sonate K. 209 (F.157/L.428) en la majeur est une œuvre pour clavier du compositeur italien Domenico Scarlatti.

## Présentation
La sonate en la majeur K. 209, notée Allegro, est liée à la précédente, de mouvement lent. La paire est contrastée et la K. 209 dans « son allègre balancement de jota, est un remède infaillible à la mélancolie de la première » sonate. « Sous le tourbillon des talons qui frappent le sol et sous les instruments perçants des villageois, on sent […] les inévitables castagnettes dans les crescendos produits par les accélérations rythmiques » culminant dans les trilles, mesures 45 et 61. « Nous sommes loin des gavottes et menuets que les compositeurs écrivent pour le clavecin dans les autres cours d'Europe ».
La sonate est traversée par de violents et dramatiques changements de climats entre ses épisodes, comme le font également les sonates K. 215, 490 et 518. L'idée de l'ouverture est reprise pour la sonate K. 457 de même tonalité et cette figure se trouve également dans deux autres sonates : K. 280 et 372.

## Manuscrits
Le manuscrit principal est le numéro 4 du volume III (Ms. 9774) de Venise (1753), copié pour Maria Barbara ; l'autre est Parme IV 2 (Ms. A. G. 31409). Les autres sources sont Münster IV 43 (Sant Hs 3967) et Vienne B 43 (VII 28011 B).

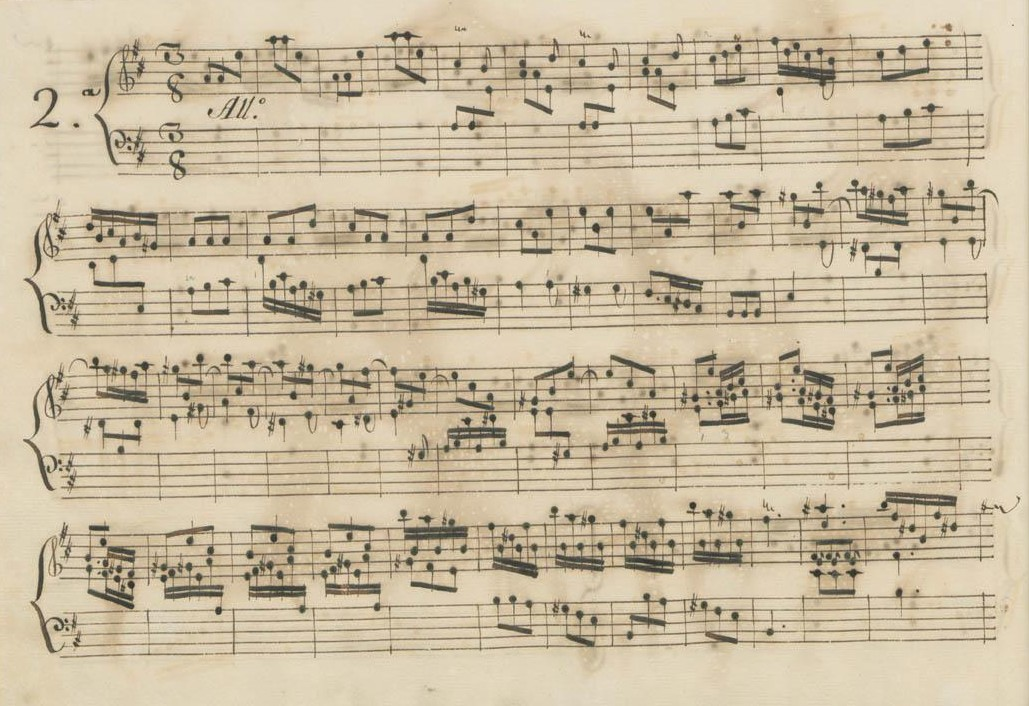
Parme IV 2.
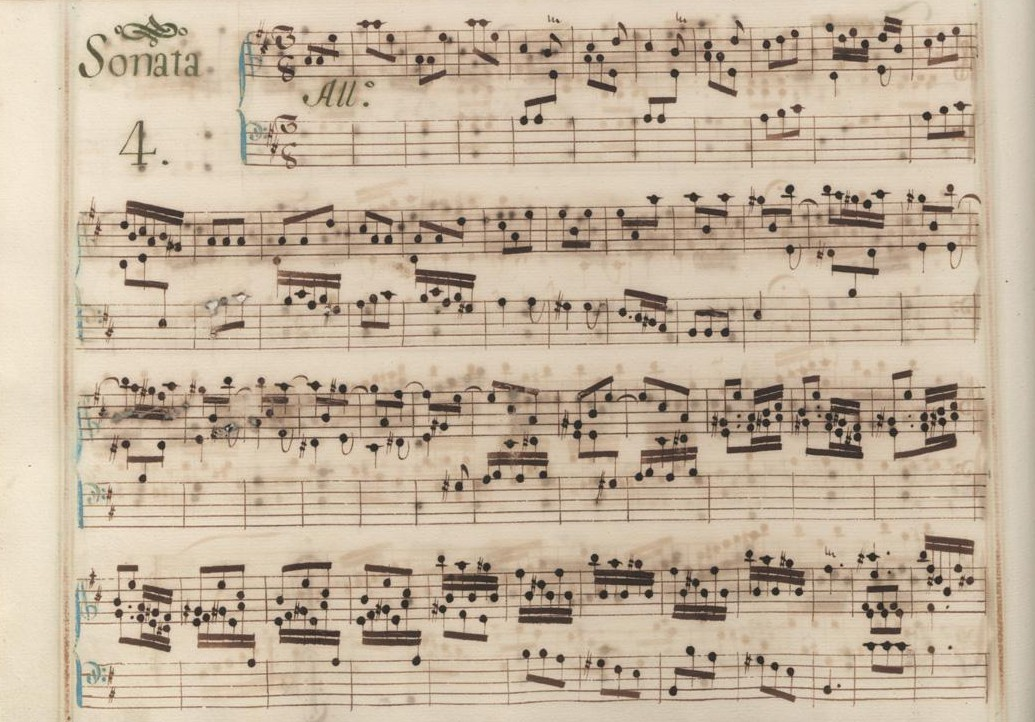
Venise III 4.

## Arrangements
Manuel Barrueco en a effectué un arrangement pour guitare. L'œuvre est également souvent interprétée à la harpe.

## Interprètes
Au piano, la sonate K. 209 est défendue par Christian Zacharias (1981, EMI), Michael Lewin (1995, Naxos), vol. 2), Linda Nicholson (2004, Capriccio), Racha Arodaky (2007, Zig-Zag Territoires), Carlo Grante (2009, Music & Arts, vol. 2) et Alberto Urroz (2017, IBS) ; au clavecin, par Gustav Leonhardt (1978, Seon/Sony), Scott Ross (1985, Erato), Bob van Asperen (1991, EMI), Andreas Staier (1996, Teldec), Richard Lester (2001, Nimbus, vol. 2), Mario Raskin (2011, Verany) et Francesco Corti (nl), clavecin (2024, Arcana). David Schrader l'a enregistrée au piano-forte (1997, Cedille).

## Sources
: document utilisé comme source pour la rédaction de cet article.
- Ralph Kirkpatrick (trad. de l'anglais par Dennis Collins), Domenico Scarlatti, Paris, Lattès, coll. « Musique et Musiciens », 1982 (1re éd. 1953 (en)), 493 p. (OCLC 954954205, BNF 34689181).
- Alain de Chambure, « Domenico Scarlatti : Intégrale des sonates — Scott Ross », p. 219, Erato (2564-62092-2), 1985 (OCLC 891183737) ..